# Wilhelm Menne
Wilhelm "Willi" Menne, född 11 augusti 1910 i Würzburg, död 27 mars 1945 i Trenčín, var en tysk roddare.
Menne blev olympisk guldmedaljör i fyra utan styrman vid sommarspelen 1936 i Berlin.
Menne dödades i strid i slutet av andra världskriget i Slovakien.